# Алібей
Алібе́й (рум. Limanul Alibei, тур. Alibey Gölü) — солоноводний лиман на узбережжі Чорного моря в Білгород-Дністровському районі Одеської області України.

## Опис
Лиман виник на місці колишнього гирла річки Хаджидер. Довжина лиману близько 15 км, ширина — близько 11 км, площа — 72 км². Глибина лиману — до 2,5 м.
Відмежений від моря піщаною косою. На південному сході через озеро Курудіол Алібей з'єднується з лиманом Бурнас, на південному заході з озером Карачаус і лиманом Шагани. Верхів'я лиману, в яке впадала річка Хаджидер відгороджено греблею і тепер носить назву лиману Хаджидер.
Берега лиману є місцями гніздування птахів. Система лиманів Сасик — Шагани — Алібей — Бурнас отримала статус міжнародних водно-болотних угідь, як місця поселення водоплавних птахів і занесена в міжнародний список Рамсарської конвенції про охорону водно-болотних угідь.
Частина озера входить до складу Національного природного парку «Тузловські лимани».

## Походження назви
Назва лиману походить від імені турецького воєначальника XVIII століття Сараскір Хаджи-Алі-Бея.